# ملیسا ویک
ملیسا ویک (انگلیسی: Melissa Wiik؛ زادهٔ ۷ فوریهٔ ۱۹۸۵) بازیکن فوتبال اهل نروژ است.
از باشگاه‌هایی که در آن بازی کرده‌است می‌توان به باشگاه فوتبال زنان وولفسبورگ و باشگاه فوتبال وولفسبورگ اشاره کرد.
وی همچنین در تیم ملی فوتبال زنان نروژ بازی کرده‌است.